# 음향 인텐시티
음향 인텐시티(acoustic intensity) 또는 음향 강도는 단위면적당 소리의 강도를 나타내는 물리량이다. 단위는 W / m2(제곱미터 당 와트)를 쓴다.
인텐시티는 음압과 입자 속도의 곱으로 나타낼 수 있으며, 이 때 인텐시티는 속도와 마찬가지로 벡터이다.
{\displaystyle {\vec {I}}=p{\vec {v}}}
또한 일정 시간동안의 평균 인텐시티를 다음과 같이 음압과 입자 속도의 곱의 평균으로 구할 수 있다.
{\displaystyle I={\frac {1}{T}}\int _{0}^{T}p(t)v(t)\,dt}
만약 매질의 입자가 단일 주파수로 조화 진동을 한다고 가정하면, 전기공학에서와 마찬가지로 실효값을 통해 인텐시티를 구할 수 있다.
{\displaystyle I=p_{\mathrm {rms} }v_{\mathrm {rms} }={\frac {{p_{\mathrm {rms} }}^{2}}{Z}}}
(단, Z는 음향 임피던스.)

## 다른 물리량과의 관계
음향 파워는 인텐시티와 면적의 곱, 또는 인텐시티의 면적분으로 나타난다.
{\displaystyle W=IA=\int _{S}I\,dS}
만약 음이 구면으로 방사할 경우, 음압이 거리에 반비례하므로 인텐시티는 거리의 제곱에 반비례하며, 음향 파워는 보존된다.
{\displaystyle I\propto {p^{2}}\propto {\dfrac {1}{r^{2}}}\,}

## 인텐시티 레벨
음향 인텐시티 레벨은 음향 인텐시티를 로그 규모로 표현한 것이다. 단위는 데시벨을 쓴다.
{\displaystyle L_{p}=10\log _{10}\left({\frac {I}{I_{\mathrm {ref} }}}\right)}
기준 인텐시티는 보통 {\displaystyle I_{\mathrm {ref} }=\;10^{-12}\,\mathrm {W/{m}^{2}} \,}를 쓴다.

## 참고 문헌
- L. E. Kinsler, A. R. Frey, A. B. Coppens, and J. V. Sanders, Fundamentals of Acoustics, Fourth Edition (New York: John Wiley & Sons, Inc., 1999), ISBN 978-0471847892.